# Міхал Горнік
Міхал Горнік (в.-луж. Michał Hórnik, нім. Michael Hornig; 1 вересня 1833, Рекельвіц (Ворклєци), Саксонія — 22 лютого 1894, Бауцен, Саксонія) — католицький священик, серболужичанський мовознавець, письменник, публіцист, перекладач, засновник і редактор газети Katolski Posoł і журналів Łužičan та Serbski Hospodar, голова товариства «Матиці Сербської» (з 1882 року), брав активну участь у серболужичанському національному відродженні XIX століття.

## Життєпис
Міхал Горнік народився у 1833 році в селі Ворклєци (в.-луж. Worklecy, нім. Räckelwitz) під Каменцем у Верхній Лужиці, після закінчення середньої школи в Бауцені в 1847 році вступив до Лужицької семінарії в Празі. Будучи семінаристом, навчався також у Малостранській гімназії і на богословському факультеті Карлового університету.
В період навчання в Празі був членом, а потім і старостою студентського гуртка «Сербовка», яка діяла при Лужицькій семінарії. У 1852 році опублікував на сторінках газети «Tydźeńske Nowiny» свою першу літературну працю «Brancelej». Будучи студентом у Празі, опублікував у літературному часописі «Kwětki», який видавало братство «Сербовка», близько 40 віршів і перекладів, в тому числі переклад верхньолужицькою мовою «Слова о полку Ігоревім». У 1856 році повернувся на батьківщину і 24 вересня 1856 року був висвячений у сан священика. У 1871 році був призначений настоятелем церкви Пресвятої Діви Марії в Бауцені. Перебував на цій посаді до 1890 року. 24 жовтня 1890 року був призначений асесором консисторії і каноніком капітулу собору святого Петра.
У 1850-х роках Міхал Горнік разом з Яном Арноштом Смолером займався створенням і удосконаленням єдиного верхньолужичанського правопису.
З 1860-х років брав активну участь у культурному і громадському житті лужичанських сербів. З 1859 року по 1894 рік викладав верхньолужицька мова в католицькому педагогічному училищі в Бауцені. У 1860 році заснував серболужицький журнал «Лужичан» (в.-луж. Łužičan).
У 1861 році разом з А. Я. Смолером обраний членом-кореспондентом Харківського університету. У 1862 році за його участі було створено «Товариство святих Кирила і Мефодія» — об'єднання лужицьких сербів-католиків, з метою представлення інтересів лужичан у рамках католицької церкви і підтримка та поширення культури слов'янських меншин.
Цього ж року Міхал Горнік започаткував видання часопису Katolski Posoł — церковної газети слов'ян-католиків Верхньої Лужиці, а також опубліковав хрестоматію верхньолужичанської прози. У 1858 році заснував щомісячний літературний додаток «Mĕsačny Přidawk» газети «Serbske Nowiny», який в 1860 році було перетворено на літературний часопис «Łužičan», що став друкованим органом младосербів. З 1881 року видавав журнал «Сербськи господар» (в.-луж. Serbski
Hospodaŕ).
У 1858 року став секретарем серболужичанського національного культурно-освітнього товариства «Матіца Сербська» (в.-луж. Maćica Serbska). З 1873 року виконував обов'язки заступника голови, а у 1882 році його обирали головою товариства. З 1868 року по 1894 року був редактором журналу «Časopis Maćicy Serbskeje» і з 1880 по 1882 рік — редактором літературного журналу «Pratyja», що виходив нижньолужицькою мовою.
У 1889 році випустив збірник молитов і пісень верхньолужицькою мовою «Wosadnik» для використання в католицьких парафіях.
Помер 22 лютого 1894 року в Бауцені і був похований на цвинтарі святого Миколая поблизу руїн церкви Святого Миколая, що поруч з могилою Філіпа Резака.

## Внесок до науки
Крім громадської діяльності М. Горнік відомий як автор ряду наукових робіт. В першу чергу це — «Історія серболужицького народу» (в.-луж. Stawizny Serbskeho naroda), написана спільно з В. Богуславським (видана в Бауцені 1884 року). Разом з К. Б. Пфулем та Г. Зейлером Міхал Горнік брав участь у створенні «Лужицько-сербського словника» (в.-луж. Łužiski serbski słownik) (1866). Також М. Горнік є автором перекладу Нового Заповіту новим варіантом католицької верхньолужицької мови, що відображає її зміни у XIX столітті. Завдяки зусиллям М. Горніка в числі інших представників національного серболужицького відродження (Я. А. Смолера, К. Б. Пфуля, Г. Зейлера, Я. Радисерба-Велі) була створена основа для об'єднання двох варіантів верхньолужицької літературної мови, католицької та протестантської.

## Нагороди
- У 1889 році саксонський король Альберт нагородив Міхала Горніка лицарським хрестом I ступеня[10].

## Ушанування пам'яті
У 1956 році жителями Рекельвіца встановлено пам'ятник М. Горніку, в Бауцені та Кроствіці на його честь названо вулиці.